# Durham (comté)
Pour les articles homonymes, voir Comté de Durham.
Le comté de Durham (prononcé : [ˈdʌrəm] ou, localement, [ˈdʊrəm]) se situe dans le nord-est de l'Angleterre. Sa capitale est Durham. 

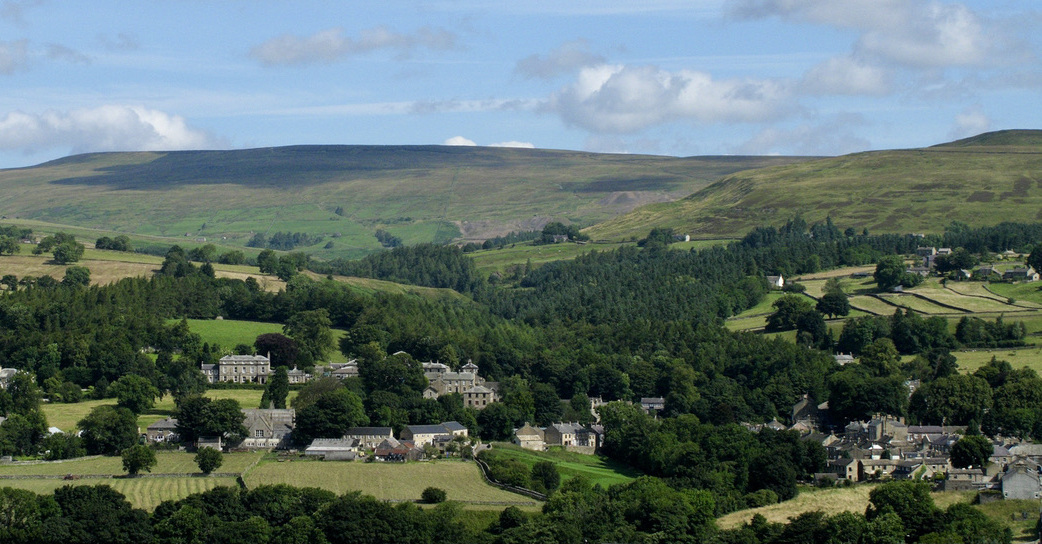
Pâturage au sud de Middleton à Teesdale

La plupart du comté est sous l'administration du Durham County Council (le conseil du comté de Durham). Le County Council était auparavant un conseil administratif de niveau supérieur pour le comté non métropolitain ; mais en 2009, à travers un processus qui a entraîné l'abolition des districts de Durham, il est devenue la seule autorité locale pour le territoire qu'il administre. Le reste du comté se compose de la région de Tees Valley, qui comprend: Darlington, Hartlepool et une partie de Stockton-on-Tees.
Le comté est parfois connu comme le comté de Palatin de Durham, en raison de l'importance de la cathédrale de Durham. Cela comprend normalement d'autres endroits historiquement dans le comté, comme Gateshead et Sunderland. Outre les sites historiques de la ville de Durham, le comté est également bien connu pour son université et son patrimoine minier.

## Géographie
Le comté est limité par les Pennines à l'ouest, la rivière Tees au sud, par la mer du Nord à l'est et par la rivière Derwent au nord.

### Villes
Le comté comporte les villes suivantes : Barnard Castle, Billingham, Bishop Auckland, Chester-le-Street, Consett, Darlington, Durham, Eaglescliffe, Easington, Ferryhill, Hartlepool, Newton Aycliffe, Peterlee, Seaham, Sedgefield, Shildon, Spennymoor, Stanley, Stockton-on-Tees, Willington.

## Histoire
Le peintre et paysagiste William Andrews Nesfield (1793-1881) est né dans le comté, à Lumley Park. Puis en 1808, après la mort de sa mère, la famille déménagea à quelques kilomètres, à Brancepeth où son père devint recteur de l'église St Brandon. Il a fait ses études à Durham School, alors situé sur le Palace Green.
Après les réformes administratives en 1974, le comté cède une partie de son territoire, au nord-est, y compris Sunderland, South Shields et Gateshead, au comté métropolitain du Tyne and Wear, ainsi qu'au sud-est, y compris Hartlepool et Stockton-on-Tees, au comté de Cleveland.
En 1996, le comté de Cleveland est supprimé et les deux autorités unitaires de Hartlepool et Stockton-on-Tees sont traitées comme une partie du comté cérémonial de Durham. La ville de Darlington a également cette fonction.

### Districts
Le comté est divisé en plusieurs autorités depuis la réforme territoriale de 2009 :
- La ville même de Durham avec les anciens districts de : 
  - District d'Easington (en)
  - Sedgefield (borough) (en)
  - District de Teesdale (en)
  - Wear Valley (en)
  - Derwentside (en)
  - District de Chester-le-Street (en).
- Darlington
- Hartlepool
- Stockton-on-Tees